# István Szívós, Jr.
István Szívós, Jr.   (Budapest, 24 d'abril de 1948 - Budapest, 10 de novembre de 2019) va ser un jugador de waterpolo hongarès, guanyador de quatre medalles olímpiques, que va competir durant les dècades de 1960 i 1970.

## Carrera esportiva
Va participar, als 20 anys, en els Jocs Olímpics d'Estiu de 1968 celebrats a Ciutat de Mèxic (Mèxic), on aconseguí guanyar la medalla de bronze amb la selecció hongaresa en guanyar a la final de consolació a la selecció italiana. En els Jocs Olímpics d'Estiu de 1972 realitzats a Múnic (República Federal d'Alemanya) va aconseguir guanyar la medalla de plata en finalitzar segon a la lligueta final. En els Jocs Olímpics d'Estiu de 1976 realitzats a Mont-real (Canadà) aconseguí guanyar la medalla d'or en la lligueta final. Tornà participà en la competició olímpica en els Jocs Olímpics d'Estiu de 1980 realitzats a Moscou (Unió Soviètica), on aconseguí guanyar una nova medalla de bronze.
En la seva carrera activa va arribar a disputar més de 500 partits de waterpolo en la lliga nacional, aconseguint 9 títols de lliga, 5 copes d'Hongria i 2 copes d'Europa. En retirar-se de la competició passà a dirigir el Ferencvaros, amb el qual aconseguí dos títols de lliga.
Al llarg de la seva carrera va guanyar, així mateix, 3 medalles en el Campionat del Món de waterpolo, destacant la medalla d'or aconseguida el 1973. També va guanyar tres medalles en el Campionat d'Europa de waterpolo, destacant les medalles d'or els anys 1974 i 1977.
El 1996 va ser inclòs a l'International Swimming Hall of Fame.